# فليندر بويد
فليندر بويد (بالإنجليزية: Flinder Boyd)‏ مواليد 12 فبراير 1980 في سان فرانسيسكو، هو لاعب كرة سلة أمريكي سابق. بدأ مسيرته الاحترافية في سنة 2002. اعتزل اللعب في 2012.

## المسيرة الاحترافية
لعب مع إس تي بي لو هافر في الدوري الفرنسي في موسم 2002–2003، ثم لعب مع نادي ميلوز لكرة السلة في موسم 2004–2005، ثم لعب مع لستر رايدرز في سنة 2009، ثم لعب مع نيوكاسل إيجلز في سنة 2010، ثم لعب مع نادي أورينسي لكرة السلة في الدوري الإسباني في سنة 2010، ثم لعب مع لستر رايدرز في موسم 2011–2012.

## روابط خارجية
- فليندر بويد على موقع الاتحاد الدولي لكرة السلة (الإنجليزية)
- فليندر بويد على موقع كرة السلة الأوروبية.كوم (الإنجليزية)
- فليندر بويد على موقع كلية كرة السلة في سبورتس رفرنس.كوم (الإنجليزية)
- فليندر بويد على موقع ريلجم (الإنجليزية)
- فليندر بويد على موقع بروبوليرز (الإنجليزية)
- فليندر بويد على موقع سبورتس رفرنس (الإنجليزية)